# Paraniphona
Paraniphona is een kevergeslacht uit de familie van de boktorren (Cerambycidae). De wetenschappelijke naam van het geslacht werd voor het eerst geldig gepubliceerd in 1970 door Breuning.

## Soorten
Paraniphona omvat de volgende soorten:
- Paraniphona niphonoides Breuning, 1970
- Paraniphona rotundipennis Breuning, 1974